# Avion Express
Avion Express è una società di leasing di aeromobili e compagnia aerea charter lituana con sede a Vilnius. L'azienda fa parte di Avia Solutions Group, un gruppo aziendale aerospaziale a livello mondiale.

## Storia
Avion Express è stata fondata nel 2005 come Nordic Solutions Air Services. A quel tempo, la compagnia aerea operava con quattro aerei cargo e passeggeri, modello Saab 340. Nel 2008 la società è stata rinominata con il nome attuale Avion Express. Nel 2010 Avion Express è stata acquisita dalla società di investimento francese Eyjafjoll Sas, costituita da Avion Capital Partners of Switzerland insieme ad altri investitori.
Nel 2011 Avion Express ha introdotto il suo primo Airbus A320, che è stato il primo aeromobile Airbus ad essere immatricolato in Lituania. A dicembre sono stati aggiunti alla flotta altri due A320. Nel 2013, Avion Express ha superato con successo l'Audit di sicurezza operativa IOSA e di conseguenza ha ottenuto una registrazione IATA. L'ultimo aereo cargo Saab 340 è stato ritirato dall'attività nel marzo 2013. Nell'estate del 2014, la compagnia operava una flotta di 9 Airbus A320 e 2 Airbus A319. Nello stesso anno Avion Express ha fondato una società controllata, la Dominican Wings, una compagnia aerea a basso costo con sede a Santo Domingo, Repubblica Dominicana. Nell'estate 2017 Avion Express ha introdotto gli aeromobili Airbus A321 nella flotta della compagnia.
Nel giugno 2017, Avion Express annunciò di aver venduto la sua partecipazione del 65% in Dominican Wings al presidente della società, Victor Pacheco. Nel 2019 l'azienda ha fondato Avion Express Malta, una società sussidiaria con sede a Malta, che opera voli con 8 Airbus A320 e A321.

### Addestramento
Nell'agosto 2017, Avion Express ha firmato un accordo di partnership con l'Accademia dell'aviazione lituana (VGTU A. Gustaitis' Aviation Institute). L'obiettivo principale della partnership è fornire agli studenti dei programmi di pilotaggio aereo e tecnico l'opportunità di saperne di più sull'aviazione e sull'azienda, di acquisire esperienza durante gli stage e di unirsi alla compagnia aerea dopo gli studi. Dall'autunno 2017 Avion Express collabora anche con BAA Training al programma cadetti per persone con poca o nessuna esperienza di volo. Secondo questa partnership, BAA Training sta formando e fornendo piloti per riempire i posti vacanti per la flotta in espansione di Avion Express. Nell'aprile 2019, Avion Express ha annunciato il lancio del suo primo programma di formazione MPL con BAA Training.

## Destinazioni
Avion Express opera voli in Egitto: Sharm El Sheikh e Hurghada

## Flotta
A maggio 2025, la flotta totale di Avion Express e la sussidiaria di Malta è composta dai seguenti aeromobili: